# Ludy Langer
Ludy Langer (n. 22 ianuarie 1893, Los Angeles, California, SUA – d. 5 iulie 1984, Los Angeles, California, SUA) a fost un înotător american, medaliat olimpic. A participat la o ediție a Jocurilor Olimpice (1920) în care a câștigat două medalii de argint.